# Полідамант Скотусський
Полідамант Скотуссаський (* Πολυδάμας ὁ Σκοτουσσαῖος, д/н —після 408 до н. е.) — видатний давньогрецький борець, олімпіонік.

## Життєпис
Народився у містечку Скотусса (Фессалія). Про дату народження замало відомостей. Був наділений природною силою. Став переможцем у панкратіоні на 93 (408 рік до н. е.) Олімпійських іграх. Йому було поставлено в Олімпії бронзову статую, а на барельєфах зображені його подвиги. Від п'єдесталу барельєфу збереглися дві частини, на трьох боках яких виділяються рельєфи зі сценами його бою при дворі царя Дарія і приборкання лева.
Окрім перемог у спорті відомий був своєї звитягою: голіруч вбив лева на горі Олімп; проходячи повз череду, схопив найбільшого й лютішого бика за задні лапи і тримав його копита, які були залишені в руках, коли тварина вирвалася; зупинив колісницю на повному скаку.
Про незвичайну силу Полідамаманта почув якось перський цар Дарій II. Він надіслав до Греції посольство, якому наказав привезти силача до себе в палац. Полідамант приїхав до однієї зі столиць — Сузи, — де на очах царя одного за іншим переміг в кулачному бою трьох найсильніших велетнів з загонів «безсмертних» Дарія II.
Легенда розповідає, що Полідамант загинув також героїчно. Він відпочивав з друзями в печері. Звід печери став осідати. Полідамант підтримував звід, поки його супутники не вийшли з печери, але сам був засипаний камінням.